# Piaristenkirche (Cluj-Napoca)
Die Piaristenkirche, ursprünglich bekannt als Jesuitenkirche bzw. als Universitätskirche, gelegen in der Universitätsstraße Nr. 5, in Cluj-Napoca, Rumänien geweiht der Heiligen Dreifaltigkeit, ist die erste römisch-katholische Kirche, die in Siebenbürgen nach der Reformation erbaut wurde, und das erste kirchliche Gebäude im Barockstil in der ehemaligen habsburgischen Provinz. Die Kirche bildete ein architektonisches Ensemble mit dem akademischen Kolleg der Jesuiten, an dessen Stelle heute das Zentralgebäude der Babeș-Bolyai-Universität steht. Das Gotteshaus bietet einen starken Kontrast zwischen einer monumentalen und nüchternen Architektur von außen und einem reich verzierten, fast überschwänglichen Innenraum, einem Juwel des Barocks. Vor der Kirche befand sich bis 1959 die Statue der Jungfrau Maria, ein Denkmal, das von den kommunistischen Behörden an die Rückseite der "Peterskirche" in Cluj versetzt wurde.

## Geschichte der Kirche
Die Vorbereitungsarbeiten für den Bau der Kirche begannen in den ersten Jahren des 18. Jahrhunderts. Ab dem Jahr 1703 wurden kontinuierlich Steine aus Mănăștur, aus den Ruinen des alten Jesuitenklosters, geliefert. Innerhalb des Komplexes (Kirchenschule-internat) wurde zunächst ein einstöckiges Gebäude errichtet (an der Stelle des heutigen Hauptgebäudes der Babeș-Bolyai-Universität), um den Beginn der Lehrtätigkeit zu gewährleisten.
Am 13. März 1718 legte Bischof Mártonffy György den Grundstein für die Kirche. Der Jesuiten hatte bereits eine Spendenkampagne für die Errichtung des Kollegs und der Kirche gestartet. Zur Grundsteinlegung wurden die wichtigsten Vertreter des politischen Lebens der Stadt und des Fürstentum Siebenbürgen, unabhängig von ihrer Konfession, eingeladen. Die Jesuiten appellierten an die Anwesenden, sich an der Verwirklichung des Projekts finanziell zu beteiligen. Aus offensichtlichen politischen Gründen wurde die Spendenaktion von dem reformierten Baron Wesselényi István, dem Präsidenten des Siebenbürger Landtag, unterstützt.
Bis zum 1. Dezember 1718 waren die Gründungsarbeiten abgeschlossen, die angesichts der Größe der Krypta recht umfangreich waren. Im Laufe des Jahres 1719 wurden die Mauern errichtet, und im Jahr 1722 konnte die Kirche eingedeckt werden. Der Bau wurde im Jahr 1724 abgeschlossen und das Innere fertiggestellt. Eingeweiht wurde die Kirche am 13. Mai 1725 durch Antalfi János, den Bischof von Alba Iulia.
Der Jesuitenorden wurde 1773 von Papst Clemens XIV. vorübergehend aufgelöst. Im Jahre 1776 übertrug Kaiserin Maria Theresia die Kirche, das Internat und das Kolleg in den Besitz des Piaristenorden.

## Beschreibung der Kirche

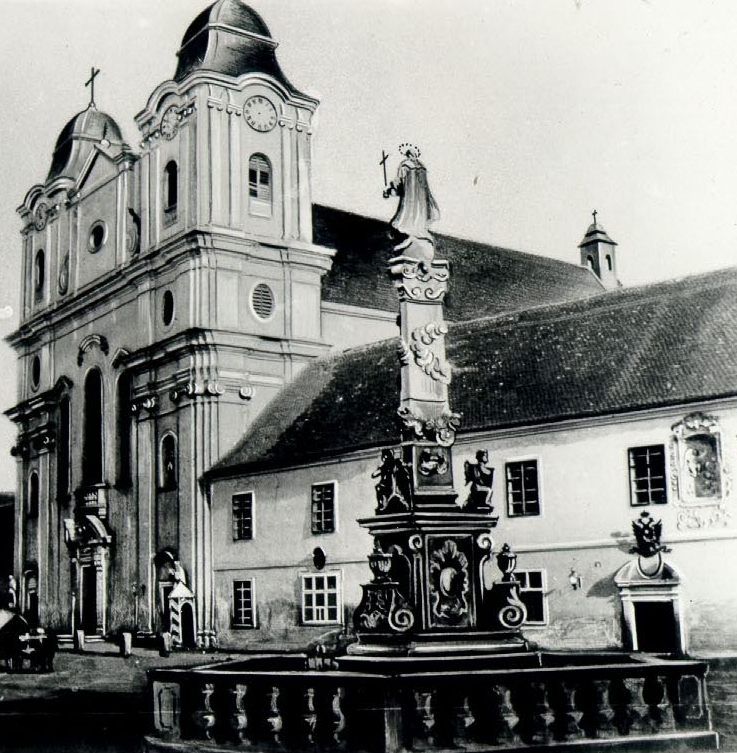
Kirche und akademisches Jesuitenkolleg (historisches Bild, 1859)

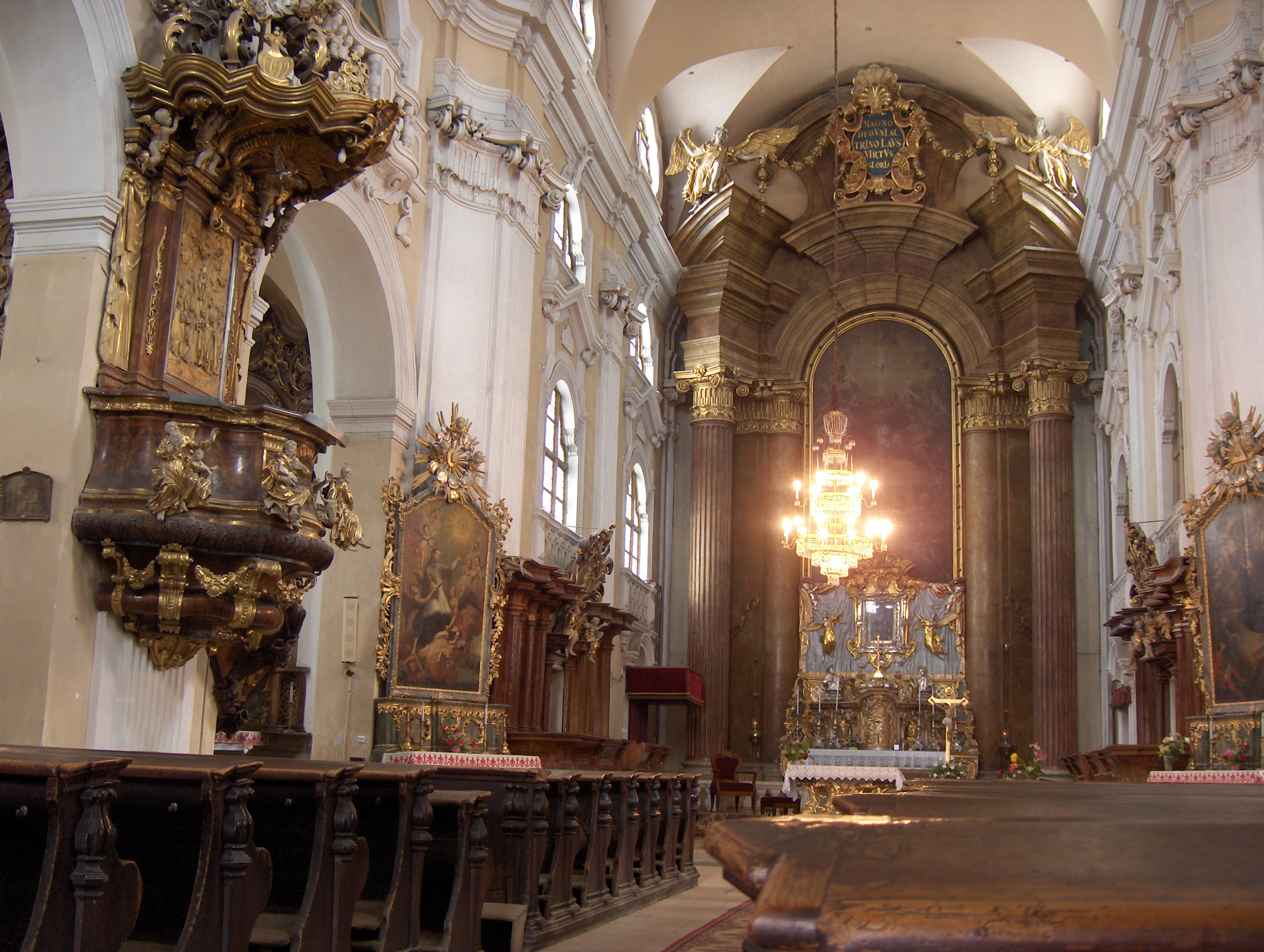
Kircheninnenraum

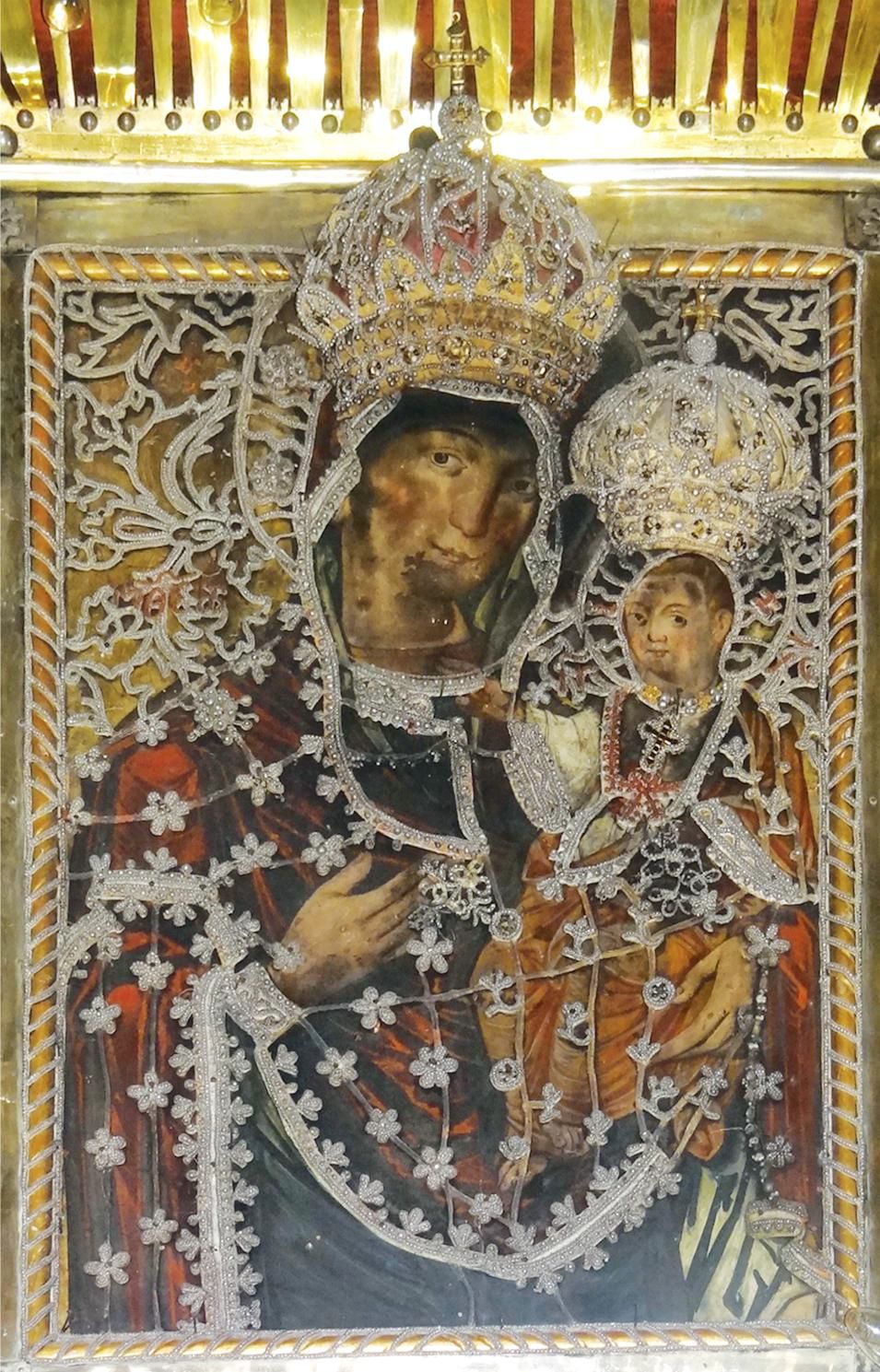
Gnadenbild von Kloster Nicula

Die Kirche ist in einer Ost-West-Achse angeordnet. Die Hauptfassade (im Westen) ist zur Universitätsstraße hin offen und wird seitlich von zwei massiven, jeweils 45 m hohen Uhrentürmen eingerahmt. Die Türme sind vertikal durch zwei Paare monumentaler, gestufter Pilaster gegliedert, zwischen denen sich der kompositorisch wichtigste Mittelteil befindet, der von einem starken Gesims begrenzt wird. Die Pilaster haben ionische Kapitelle, die auf spezifisch barocke Weise interpretiert sind. Die beiden Türme sind durch einen dreieckigen Giebel verbunden, der von einem ellipsenförmigen Fenster durchbrochen und von zwei Voluten eingefügt ist.
Ein Register tiefer ist die Fassade mit einem weiteren, ebenso markanten Gesims versehen, das auf zwei weiteren Paaren von ionischen Kapitellen monumentaler Pilaster ruht.
Die drei vertikalen Fenster in der Mitte der Fassade werden von Giebeln überragt: Die Seitenfenster Giebeln sind dreieckig-förmig und symmetrisch zum Giebel des mittleren Fensters, der die Form eines Bogens hat, der in zwei übereinanderliegenden Voluten endet. Unterhalb des Mittelfensters wölbt sich ein kleiner Balkon mit Balustern nach außen. Unterhalb dieses Balkons befindet sich der geteilte Giebel über dem Haupteingang.
Der Giebel weist eine breite Giebelöffnung auf, um Platz für zwei Engel zu schaffen, die ein Flachrelief mit der Darstellung der Heilige Dreifaltigkeit und der Inschrift HONORI SANCTISSIMAE SANCTISSIMAE TRINITATIS (lat. - Zu Ehren der Heiligen Dreifaltigkeit) tragen. Seitlich, am Fuß jedes Turms, sind zwei weitere Eingänge symmetrisch links und rechts vom Haupteingang angeordnet. In Nischen über den Seiteneingängen befinden sich Statuen der Heiligen Ignatius von Loyola und Franz Xaver, die vom bayerischen Bildhauer Johannes König geschaffen wurden. In der Nähe der Seiteneingänge befinden sich zwei weitere Statuen der Heiligen Johannes Nepomuk und Aloisius von Gonzaga, ebenfalls von Johannes König.
Das Gleichgewicht zwischen den vertikalen und horizontalen Elementen verleiht der Fassade ein nüchternes, feierliches Aussehen, das durch die monumentalen Akzente, die durch die Öffnungen der Eingänge, Fenster und Nischen gesetzt werden, noch betont wird.
Das Innere der Kirche steht im Gegensatz zu der Schlichtheit des Äußeren und ist reich verziert. Das Gebäude besteht aus einem einzigen Schiff, das 45 Meter lang und 24 Meter breit ist. Links und rechts des Kirchenschiffs befinden sich drei Kapellen mit je einem Altar, die mit mehreren Gemälden geschmückt sind. An den Wänden der Kirche befinden sich die traditionellen Andachtstafeln der römisch-katholischen Kirchen, die in den wichtigsten Sprachen Siebenbürgens verfasst sind: Rumänisch, Ungarisch, Deutsch und Latein.
Die lateinische Inschrift „Magno Deo uni act trino laus virtus gloria“, eingerahmt von zwei Engeln, befindet sich über dem Hauptaltar. Der Altar ist zu Ehren der Heiligen Dreifaltigkeit erhoben. Im Schrein befindet sich die Ikone der seligen Jungfrau Maria, die im Jahr 1699 zwei Wochen lang geweint haben soll. Die auf Holz gemalte und mit Metall ummantelte Ikone ist vermutlich die Originalikone aus dem Kloster Nicula. Unter der Ikone befinden sich die Statuen zweier Heiliger des Jesuitenordens: der Heilige Franziskus und der Heilige Ignatius, die im Jahr 1726 aus Wien gebracht wurden.
Die Kanzel, ein Werk von Anton Schuchbauer, ist außen mit Reliefs der vier Evangelisten verziert, und im Zwischenraum zwischen Kanzel und Kanzelaufsatz befindet sich ein Flachrelief mit den wichtigsten Jesuitenheiligen. Auf der Kanzelkrone befindet sich eine Darstellung des Erzengels Michael.
Unter dem Kirchengebäude befindet sich eine Krypta mit 140 Grabstätten.

## Restaurierungen
Die Kirche wurde zum ersten Mal im Jahre 1775 restauriert, weitere Restaurierungen erfolgten in den Jahren 1831, 1943, 1970 und zuletzt im Jahre 2005–2006.

## Ereignisse
Im Jahr 1956 organisierten griechisch-katholische Gläubige und Priester einen der größten antikommunistischen Proteste vor der Kirche. Ziel der Aktion, an der mehrere Tausend Gläubige teilnahmen, war es zu zeigen, dass die Behauptung, die Rumänische griechisch-katholische Kirche habe aufgehört zu existieren, unwahr ist. Zunächst versuchten sie, in die Kirche einzudringen, um einen Gottesdienst abzuhalten, doch die römisch-katholischen Priester ließen sie aus Angst vor Repressalien nicht hinein. Daraufhin wurde vor der Kirche unter freiem Himmel eine Messe gefeiert, und Pfarrer Vasile Chindriș übte in seiner Predigt vor Tausenden von Gläubigen offene Kritik an der kommunistischen Führung.
Die Aktion war nicht angekündigt worden, aber sobald sie bekannt wurde, versammelten sich mehr als fünftausend griechisch-katholische Gläubige vor der Kirche. Alle Priester, die die Messe zelebrierten, wurden anschließend verhaftet und ins Gefängnis gesteckt. Unter den Laien, die an der Messe teilnahmen, befand sich auch der ehemalige Richter Vasile Fărcaș, der in der Zwischenkriegszeit Präsident des Gerichtshofs von Cluj war und zu den führenden Köpfen des griechisch-katholischen Widerstands während des Kommunismus gehörte. Er wurde zu einer zehnjährigen Haftstrafe verurteilt und blieb vom 13. August 1956 bis zum 15. April 1964. Seine Frau, Eugenia Fărcaș, wurde wegen „Begünstigung eines Verbrechers“ verurteilt.